# Карібжанов Фазил Карімович
Фазил Карімович Карібжанов (24 листопада 1912, аул № 6 (Айбас) Акмолінської області, тепер Шербакульського району Омської області, Російська Федерація — 25 серпня 1960, місто Алма-Ата, тепер Алмати, Казахстан) — радянський державний діяч, 2-й секретар ЦК КП Казахстану, голова Президії Верховної ради Казахської РСР. Депутат Верховної ради Казахської РСР 2—5-го скликань. Депутат Верховної ради СРСР 4—5-го скликань.

## Біографія
Народився в родині кочівника-скотаря, батько помер у 1913 році. У ранньому дитинстві, внаслідок нещасного випадку, Фазил Карібжанов втратив одне око. З 1925 по 1929 рік навчався в селищній школі, закінчив п'ять класів. У 1927 році вступив до комсомолу.
У 1929—1933 роках — слухач Омського робітничого факультету.
У 1933—1938 роках — студент Сибірського сільськогосподарського інституту міста Омська, здобув спеціальність агронома-полевода.
У 1938 році працював агрономом насінницького колгоспу «Новая жизнь» Знам'янського району Омської області.
У 1938—1940 роках — завідувач Кокчетавської сортовипробувальної ділянки Казахської РСР. У 1940—1941 роках — завідувач Петропавловської сортовипробувальної ділянки села Архангельського Північно-Казахстанської області Казахської РСР.
Член ВКП(б) з 1940 року.
У вересні 1941 — жовтні 1942 року — інструктор, у жовтні 1942 — липні 1944 року — заступник завідувача, у липні 1944 — 1945 року — завідувач сільськогосподарського відділу Північно-Казахстанського обласного комітету КП(б) Казахстану.
У 1945 — травні 1946 року — заступник завідувача радгоспного відділу ЦК КП(б) Казахстану. З травня по осінь 1946 року — заступник завідувача сільськогосподарського відділу ЦК КП(б) Казахстану.
У 1946—1951 роках — 2-й секретар Карагандинського обласного комітету КП(б) Казахстану.
У червні — грудні 1951 року — голова виконавчого комітету Карагандинської обласної ради депутатів трудящих.
У грудні 1951 — квітні 1953 року — завідувач сільськогосподарського відділу ЦК КП(б) Казахстану.
У квітні 1953 — лютому 1954 року — міністр сільського господарства Казахської РСР.
19 лютого 1954 — 26 грудня 1957 року — секретар ЦК КП Казахстану з питань сільського господарства.
26 грудня 1957 — 19 січня 1960 року — 2-й секретар ЦК КП Казахстану.
20 січня — 25 серпня 1960 року — голова Президії Верховної ради Казахської РСР.
Помер 25 серпня 1960 року в місті Алма-Аті.

## Нагороди
- орден Леніна (1957)
- два ордени «Знак Пошани» (1945, 1947)
- медаль «За трудову доблесть»
- медалі
- грамота Президії Верховної ради Казахської РСР (1944)